# UFC 272
UFC 272: Covington vs. Masvidal（ユーエフシー・ツーセブンティツー：コヴィントン・バーサス・マスヴィダル）は、アメリカ合衆国の総合格闘技団体「UFC」の大会の一つ。2022年3月5日、ネバダ州ラスベガスのT-モバイル・アリーナで開催された。

## 大会概要
本大会はコルビー・コヴィントンとホルヘ・マスヴィダルのウェルター級戦が組まれた。

## 試合結果

### アーリープレリム
第1試合 ライトヘビー級 5分3R
○  ダスティン・ジャコビー vs.  ミハル・オレクシェイチュク ×
3R終了 判定3-0（29-28、29-28、29-28）
第2試合 ライト級 5分3R
○  ルドビト・クライン vs.  デボンテ・スミス ×
3R終了 判定2-1（28-29、29-28、30-27）
第3試合 フライ級 5分3R
○  ティム・エリオット vs.  タギル・ウランベコフ ×
3R終了 判定3-0（29-28、29-28、29-28）
第4試合 フェザー級 5分3R
○  ウマル・ヌルマゴメドフ vs.  ブライアン・ケレハー ×
1R 3:15 リアネイキドチョーク

### プレリミナリーカード
第5試合 女子フライ級 5分3R
○  マリーナ・モロズ vs.  マリヤ・アガポバ ×
2R 3:27 肩固め
第6試合 ライトヘビー級 5分3R
○  ニコラエ・ネグメレアヌ vs.  ケネディ・エンジーチュクー ×
3R終了 判定2-1（27-29、29-27、29-27）
第7試合 女子ストロー級 5分3R
○  マリナ・ロドリゲス vs.  ヤン・シャオナン ×
3R終了 判定2-1（29-28、28-29、29-28）
第8試合 ライト級 5分3R
○  ジェイリン・ターナー vs.  ジェイミー・ムラーキー ×
2R 0:46 TKO（右フック→パウンド）

### メインカード
第9試合 ヘビー級 5分3R
○  セルゲイ・スピバック vs.  グレッグ・ハーディ ×
1R 2:16 TKO（パウンド）
第10試合 ウェルター級 5分3R
○  ケビン・ホランド vs.  アレックス・オリベイラ ×
2R 0:38 TKO（右フック→グラウンドの肘打ち連打）
第11試合 フェザー級 5分3R
○  ブライス・ミッチェル vs.  エジソン・バルボーザ ×
3R終了 判定3-0（30-25、30-26、30-27）
第12試合 160ポンド契約 5分5R
○  ハファエル・ドス・アンジョス vs.  ヘナート・モイカノ ×
5R終了 判定3-0（49-45、49-44、50-44）
第13試合 ウェルター級 5分5R
○  コルビー・コヴィントン vs.  ホルヘ・マスヴィダル ×
5R終了 判定3-0（49-46、50-44、50-45）

### 各賞
ファイト・オブ・ザ・ナイト：コルビー・コヴィントン vs. ホルヘ・マスヴィダル
パフォーマンス・オブ・ザ・ナイト：ケビン・ホランド、マリーナ・モロズ
各選手にはボーナスとして5万ドルが授与された。

### カード変更
負傷などによるカードの変更は以下の通り。